# Міровія
Міро́вія (новолат. Mirovia від рос. мировой — «світовий») — гіпотетичний суперокеан, який, можливо, оточував стародавній суперконтинент Родинію у Неопротерозойську еру, близько 1 млрд — 750 млн років тому. Припускають, що Міровія була схожа зі своїм наступником — Панафриканським океаном. Океан Панталасса утворився пізніше внаслідок субдукції Міровії.
Деякі дослідники припускають, що в кріогенії, другому періоді Неопротерозою, Міровія повністю замерзала до глибини 2 км (гіпотеза «Землі-сніжки»).